# CASSIOPE
CASSIOPE (acronyme de Cascade SmallSat and Ionospheric Polar Explorer) est un mini-satellites polyvalent développé par l'Agence spatiale canadienne. CASSIOPE est à la fois un satellite scientifique et un démonstrateur technologique. Il emporte une série de 8 instruments scientifiques chargés étudier l'ionosphère de la Terre. CASSIOPE embarque également un démonstrateur du système Cascade de transfert asynchrone de fichiers de très grande taille qui devrait être déployé par la suite sur des satellites commerciaux. Le satellite devait être lancé initialement en 2008 par une fusée Falcon 1 de la société SpaceX mais à la suite de l'abandon de ce lanceur le lancement eut lieu à bord d'une Falcon 9 le 29 septembre 2013 à 16h00 UTC. La fusée, lancée pour la première fois dans sa version 1.1 nettement plus puissante, plaça le satellite sur une orbite polaire pour une mission d'une durée de 18 mois.

## Historique
CASSIOPE est le premier exemplaire d'une nouvelle génération de mini satellites utilisant une plateforme polyvalente développée par l'Agence spatiale canadienne pour capitalisaer sur le succès de SCISAT-1 (en), le premier mini-satellite canadien. L'agence spatiale souhaite que la plateforme puisse être utilisée, pour la réalisation de satellites scientifiques et technologiques de la décennie suivante. Le satellite est développé par plusieurs industriels canadiens dont le chef de file est MDA basé à Richmond en Colombie-Britannique et pour la plateforme la division Bristol Aerospace ( Winnipeg (Manitoba) de la société Magellan Aerospace Corporation (en). La commande est passée en février 2004 avec un lancement prévu initialement en 2007. Le cout du satellite proprement dit est estimé à 100 M$ canadiens dont 63 M$ pris en charge par l'Agence spatiale canadienne. Mais le gouvernement canadien investit au total 140 millions$ en incluant le développement de nouvelles technologies dans l'espoir de retombées commerciales futures. La charge utile scientifique est développée par plusieurs universités canadiennes sous la direction de l'Institut de Recherche Spatiale de l'Université de Calgary pour un cout évalué à 10,3 M$,,.
En mai 2006, la société MDA devient un des premiers clients commerciaux du constructeur SpaceX en réservant un créneau de lancement pour la mise en orbite de CASSIOPE par une fusée Falcon 1. Le tir doit avoir lieu au cours du troisième trimestre 2008 mais les déboires de SpaceX avec son lanceur et sa décision de développer le lanceur Falcon 9 au détriment de la Falcon 1 entraine le report du lancement jusqu'en 2013.
Début 2012 MDA le constructeur de CASSIOPE, après avoir failli être racheté l'année précédente par une société américaine, fait l'acquisition d'un des trois constructeurs américains de satellites Space Systems/Loral. Début 2013 MDA a reçu officiellement commande du gouvernement canadien des trois satellites radar RCM un programme très ambitieux de 1 Md $CN. Les satellites doivent utiliser selon les plans préliminaires la plateforme polyvalente canadienne développée par Bristol Aerospace dans le cadre de la mission CASSIOPE. Mais la société MDA envisage d'utiliser une plateforme de sa nouvelle filiale américaine générant une situation de contentieux avec le gouvernement canadien non résolue en mai 2013.

## Objectifs
La mission CASSIOPE est polyvalente. Elle comporte trois objectifs  :
- Étudier les interactions entre l'atmosphère et le plasma ainsi que la propagation des ondes ondes radio dans les couches supérieures de l'ionosphère. Il s'agit de la première contribution canadienne au programme scientifique international ILWS (International Living With a Star).
- Tester le système de messagerie asynchrone Cascade avant son déploiement sur des satellites commerciaux. Celui-ci permet le transfert asynchrone de très gros fichiers entre deux stations terrestres.
- Valider la plateforme MAC-200 polyvalente et à bas cout qui doit être utilisée par les futurs satellites scientifiques et technologiques d'une masse comprise entre 350  et   500 kg.

## La plateforme du satellite
Le satellite d'une masse d'environ 500 kg et de forme hexagonale (diamètre 1,8 mètre et hauteur 1,2 mètre) utilise une plateforme MAC-200 conçue pour une utilisation polyvalente permettant d'abaisser son coût. Le satellite est stabilisé trois axes. L'orientation est déterminée à l'aide de viseurs d'étoiles développés par l'Université technique du Danemark, de capteurs de Soleil et de magnétomètres. Les changements d'orientation sont réalisés à l'aide de 4 roues de réaction et de magnéto-coupleurs. L'énergie est fournie par des cellules solaires triple jonction fixées sur le corps du satellite et ayant un rendement moyen de 27 %. Ce système fournit les 130 watts consommés par la charge utile. Le système de télécommunications utilise la bande S et la bande Ka (pour le système de messagerie).

## La charge utile scientifique e-POP
CASSIOPE emporte une suite de 8 instruments scientifiques baptisée e-POP (Enhanced Polar Outflow Probe) dont l'objectif est d'étudier les interactions entre le vent solaire et l'environnement spatial de la Terre (l'ionosphère). Ces instruments effectuent des mesures quantitatives in situ de la distribution des particules chargées électriquement, des ondes et des champs avec comme objectif d'obtenir la meilleure résolution spatiale et temporelle possible. Ces instruments sont :
- IRM (Imaging Rapid-scanning Ion Mass Spectrometer) mesure la masse et la distribution (énergie et direction) des ions dont l'énergie est comprise dans la fourchette 0,5-70 eV.
- SEI (Suprathermal Electron Imager)
- FAI (Fast Auroral Imager)
- MS (Neutral Mass and Velocity Spectrometer)
- MGF (Magnetic Field Instrument),
- RRI (Radio Receiver Instrument)
- GAP (GPS Attitude and Positioning Occultation Experiment) repose sur l'utilisation de plusieurs récepteurs GPS pour déterminer par mesure de l'effet Doppler la composition en électrons de l'ionosphère à une échelle de 1 000 km et son évolution liée aux perturbations de la magnétosphère.
- CER (Coherent Electromagnetic Radiation) doit mesurer la densité totale des électrons de l'ionosphère avec l'aide d'instruments basés sur Terre.

## Le système de messagerie expérimental Cascade
CASSIOPE emporte un système de messagerie expérimental baptisé CX (Cascade eXperimental) qui réalise la distribution asynchrone de fichiers de très grande taille (de 50 à 500 gigaoctets. Le système transmet les données en bande Ka (Kurtz-above) correspondent à une gamme de fréquences comprises entre la bande K et la bande Q sur deux canaux avec un débit par canal de 350 mégabits/s. Le système commercial devrait comprendre 4 canaux. Les données sont stockées à réception dans une mémoire de masse d'une capacité de 20 térabits (en cible).

## Déroulement de la mission
CASSIOPE a été lancé par une fusée Falcon 9 v 1.1 sur une orbite polaire elliptique de 325 × 1 500 km avec une inclinaison comprise entre 70 et 90° en fonction des conditions de lancement. La durée de la mission primaire de CASSIOPE est de 18 mois avec une durée de vie prévue de deux années. l'ASC espère cependant pouvoir porter cette dernière jusqu'en 2018.